# Beşiktaş Jimnastik Kulübü
El Beşiktaş Jimnastik Kulübü o simplement Beşiktaş (amb la "ş" pronunciada com "xeix", Beixiktaix) (català: Beşiktaş Gimnàstic Club) és un club poliesportiu, especialment destacat en futbol, de la ciutat d'Istanbul a Turquia. Pren el nom del districte de Beşiktaş, un dels districtes en què es divideix l'àrea metropolitana - província d'Istanbul.

## Història
Fundat el 1903, és el primer club esportiu de Turquia registrat oficialment. Nascut a les darreries de l'Imperi Otomà inicialment fou anomenat Bereket Jimnastik Kulübü i més tard Osmanlı Jimnastik Kulübü (Club Gimnàstic Otomà). Els colors originals eren el vermell i el blanc", però foren substituïts pel negre i blanc com a signe de dol per la pèrdua dels territoris dels Balcans a conseqüència de la Guerra dels Balcans (1912-1913). En diverses ocasions el club feu d'equip nacional i per aquest motiu és l'únic club del país que se li permet portar la bandera nacional a l'escut. Les primeres seccions del club foren la lluita, boxa, halterofília i la gimnàstica.
Inicialment l'Imperi Otomà no permetia la fundació de club esportius. Aquesta norma s'abandonà el 1909 i el club es registrà oficialment el 20 de gener de 1910 amb el nom Beşiktaş Osmanlı Jimnastik Kulübü, i Şükrü Pasha en fou president. Aquests anys es crearen al barri dos clubs de futbol anomenats Valideçeşme i Basiret, que s'uniren al club el 1911, creant la secció de futbol que en pocs anys esdevingué la més important del club.
El Beşiktaş jugava fins 2013 a l'estadi İnönü, situat al Bòsfor, a prop del palau de Dolmabahçe. Actualment juga a l'Estadi Vodafone Arena, inaugurat el 2016.
El club competeix en nombrosos esports, entre elles podem destacar: futbol, basquetbol, voleibol, handbol,
atletisme,
boxa,
lluita,
escacs,
bridge,
gimnàstica,
rem,
tennis taula,
i Esport per discapacitats.

## Presidents
Segons el web oficial. Fins a l'actualitat tots ells han estat turcs.

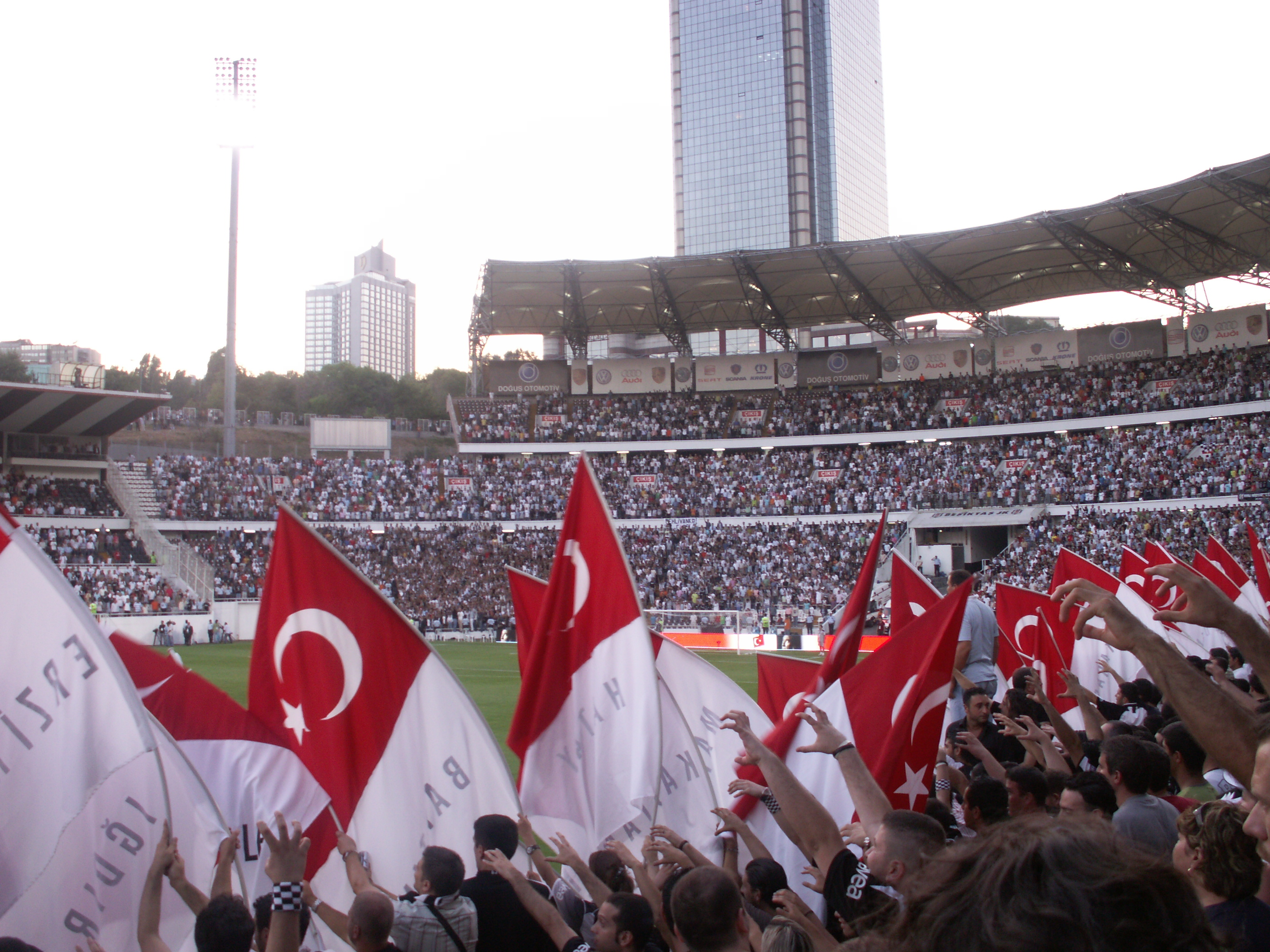
Antic Estadi BJK İnönü, demolit el 2013, que comptava amb capacitat per a més de 32.000 espectadors.

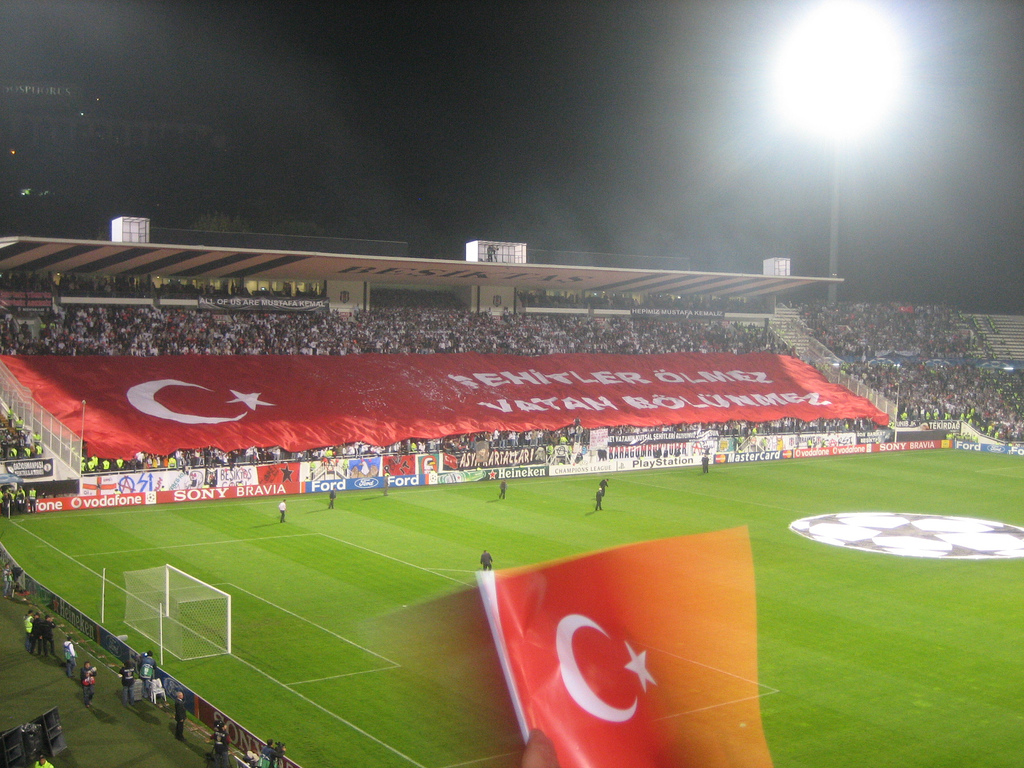
Seguidors del Besiktas amb una bandera turca.

- 1903-1908: M. Şamil Osmanoğlu
- 1908-1911: Şükrü Paşa
- 1911-1918: Fuat Paşa
- 1918-1924: Fuat Balkan
- 1924-1926: Ahmet Fetgeri Aşeni
- 1926-1928: Fuat Balkan
- 1928-1930: Ahmet Fetgeri Aşeni
- 1930-1932: Emin Şükrü Kunt
- 1932-1935: A. Ziya Karamürsel
- 1935-1937: Fuat Balkan
- 1937-1938: Recep Peker
- 1938-1939: A. Ziya Karamürsel
- 1939-1941: Yusuf Ziya Erdem
- 1941-1942: A. Ziya Karamürsel
- 1942-1950: A. Ziya Kozanoğlu
- 1950-1951: Ekrem Amaç
- 1951-1955: Salih Fuat Keçeci
- 1955-1956: Tahir Söğütlü
- 1956-1957: Danyal Akbel
- 1957-1958: Nuri Togay
- 1958-1959: Ferhat Nasır
- 1959-1960: Nuri Togay
- 1960-1963: Hakkı Yeten
- 1963-1964: Selahattin Akel
- 1964-1966: Hakkı Yeten
- 1966-1967: Hasan Salman
- 1967-1968: Hakkı Yeten
- 1968-1970: Talat Asal
- 1970-1971: Agasi Şen
- 1971-1972: Himmet Ünlü
- 1972-1973: Şekip Okçuoğlu
- 1973-1977: Mehmet Üstünkaya
- 1977-1979: Gazi Akınal
- 1979-1979: Hüseyin Cevahiroğlu
- 1979-1980: Gazi Akınal
- 1980-1981: Rıza Kumruoğlu
- 1981-1984: Mehmet Üstünkaya
- 1984-2000: Süleyman Seba
- 2000-2004: Serdar Bilgili
- 2004-2012: Yıldırım Demirören
- 2012-2019: Fikret Orman
- 2019- : Ahmet Nur Çebi